# Moi dix Mois
Moi dix Mois (モワディスモワ mowa disu mowa?) es una banda japonesa de metal visual kei formada en marzo de 2002 en Tokio por el guitarrista Mana.

## Historia

### Nombre
Moi dix Mois significa "Yo diez Meses" o más bien "Mi décimo Mes" en francés, y tiene un significado especial. Moi=yo es decir, Mana. Dix, el número 10; por separado, 1 representa el principio y 0 representa eternidad. Dix Mois se refiere al período de diez meses del desarrollo fetal humano como embrión en la matriz de la madre (en Japón el período de gestación son 10 meses lunares).

### Formación
Tras el anuncio del receso indefinido de la banda Malice Mizer debido a que los miembros tenían planeado continuar con proyectos personales, Mana decide fundar un proyecto musical basado en sus propios conceptos personales de melodía y belleza. 
La existencia del proyecto es revelada el 19 de marzo de 2002, el proyecto tuvo su debut el 31 de julio del mismo año en el Shibuya-AX con 1500 asistentes junto a Schwarz Stein una banda de dark wave producida por Mana y perteneciente al sello discográfico Midi:Nette. Los músicos integrantes del proyecto de manera oficial fueron tres, siendo Mana como líder y guitarrista, el vocalista Juka, el bajista Kazuno y un músico de soporte, el baterista Tohru. 
El nombre de los integrantes del proyecto se mantuvo en secreto hasta el 19 de noviembre de 2002, día del lanzamiento de su primer sencillo.
Mana es el único miembro permanente, compositor y líder del proyecto.
Todos vestuarios utilizados por los miembros del proyecto son exclusivos de la casa de moda Moi-même-Moitié.

#### Dialogue Symphonie y Tour Forbidden
El lanzamiento de su primer sencillo «Dialogue Symphonie» tuvo lugar el 19 de noviembre de 2002. Seguido a su lanzamiento se inició su primera gira nacional Tour 2002 - 2003 forbidden llamada así por el título de la segunda canción del sencillo. La gira se compuso de unos 14 espectáculos en diversas ciudades de Japón y se considera como un prólogo para su primer álbum Dix infernal.

### Dix infernal
Para el primer aniversario del proyecto se realiza el lanzamiento de su primer álbum Dix infernal seguido de una presentación en el evento 「stylishwave」 MegaForce en el Shibuya C.C. Lemon Hall y el inicio de la segunda gira ～Tour2003 Dix infernal～ con 13 espectáculos en Japón. La clausura de la gira tuvo lugar en el Shibuya-AX el 27 de septiembre de 2003 y el video del concierto se publicó el 16 de diciembre de 2003 en formato DVD bajo el título Dix Infernal ~Scars of Sabbath~.

### Nocturnal Opera
Un nuevo golpe de efecto algunos meses más tarde con la salida al mercado de su segundo maxisencillo, «Shadows Temple». En efecto, el límite del grupo ha sido enteramente revisado. Mana se autoproclama el único miembro permanente de Moi dix Mois y Tohru se oficializa como miembro del proyecto lo cual le deja con el mismo título que reciben Juka y Kazuno (su estatus se vuelve difícil de definir, no se sabe si son miembros oficiales o son temporales).
El segundo álbum de Moi dix Mois Nocturnal Opera, sale un 20 de julio. Mana compuso dos títulos innegablemente más melódicos que los de su primer opus.
El 6 de octubre de 2004 lanzan su tercer sencillo titulado «Pageant», esta canción ya había sido presentada en Dix Infernal ~Scars of Sabbath~ el 2003, al ser lanzado obtuvo el puesto N° 40 en la lista de Oricon Style Singles Weekly Chart, siendo hasta ahora el sencillo más vendido de la banda.
Mientras tanto, Moi dix Mois se abre a Francia, en primer lugar con las ediciones européas de Dix Infernal, así como de Scars of Sabbath y, en segundo lugar, con la presencia excepcional de Mana en la Japan Expo de París, el domingo 4 de julio, para hacer una presentación de su proyecto.
En diciembre, el grupo está evidentemente presente en el tradicional evento Dis Inferno. Mana aprovecha para presentar a su nuevo guitarrista, K (Ex Ru~Ne, Grand Zero), que será oficializado con la inauguración de su página web.
Moi dix Mois dio en el 2005 dos conciertos en Europa. El 26 de marzo en Alemania y el 28 de marzo en Francia,[¿cuándo?] el DVD Europe Tour 2005 -Invite to Immorality- saldrá a la venta con las grabaciones tomadas durante estos dos eventos.
Juka, el vocalista, abandona la banda en abril después del concierto.

### Nueva Formación (2006 - Actualidad)

#### Beyond the Gate
Una nueva etapa comenzó para Moi dix Mois cuando se anunció la salida de un nuevo EP titulado Beyond the Gate para el primero de marzo del 2006 (la página web oficial fue renovada totalmente). La banda regresaría junto con su nuevo vocalista llamado Seth (Ex After+Image, Amadeus, Brain Hacker). Mana explica que es el comienzo de un nuevo sonido más renovado, posiblemente más electrónico. El álbum se lanzó en Japón y Europa simultáneamente.
Al mismo tiempo que se presenta a Seth como nuevo vocalista, se anuncia que Kazuno (bajo) y Tohru (Batería) dejan el grupo.
Poco después se anuncia un concierto tan sólo para miembros del club de fanes Mon†Amour llamado "Madou Gathering" Concert - The Moon's Third Night para el 11 de marzo.

#### Europe Tour 2006 -Beyond the Gate- yWave-Gotik-Treffen 2006
A los pocos días se anuncia un segundo tour europeo: Moi dix Mois Europe Tour 2006 -Beyond the Gate-. Las ciudades escogidas fueron París (Francia), el día 17 de marzo, y Berlín (Alemania), el día 19 del mismo mes.
Un día antes del concierto en Francia (16 de marzo), Mana anuncia una sesión de autógrafos en Hard Rock Cafe de París.
El último concierto de esta gira (Moi dix Mois Europe Tour 2006 -Beyond the Gate- ~FINAL~), fue anunciado poco tiempo después y al igual que el primero se realiza en Shibuya AX.
Esta vez, los conciertos no fueron grabados para la realización de un nuevo DVD, pero sí se retrasmitieron imágenes en dos programas de la televisión alemana: el primero el 4 de abril en el canal ZDF y el segundo el día 20 en el canal ARTS con una entrevista a Mana junto a K, quien hacía de voz de Mana (Mana no habla directamente sino que susurra a otra persona para que ésta hable por él). solo existen los MP3 de aquel concierto.
En estos últimos conciertos citados les acompañan dos músicos de soporte, Sugiya (Bajo) y Hayato (Batería), posteriormente aquellos miembros serán oficializados.
El 4 de junio de 2006 Moi dix Mois asiste al Festival Wave-Gotik-Treffen, festival de origen Alemán de varios días de duración y que congrega a miles de fanes por la música oscura con una extensa lista de artistas y géneros.
Poco después se anunció una nueva gira, esta vez por Estados Unidos, "US Tour 2006 -Beyond the Gate-". Sería la primera vez que Moi dix Mois tocaría fuera de Europa, pero ésta fue cancelada por problemas con la organización nofuture.biz. Sin embargo, Mana sí asistió al Anime Expo 2006, donde firmó autógrafos a los fanes estadounidenses.

#### Lamentful Miss
En la actualidad el grupo vuelve a tocar en Japón con su gira Monthly Concert 2006.
El 20 de julio el grupo anuncia su próximo sencillo, «Lamentful Miss», el primer trabajo con los nuevos miembros de Moi dix Mois, que sale a la venta el 4 de octubre de 2006. Incluye los track: Lamentfull Miss, Perish, Forbidden (esta vez interpretada por Seth) y sus correspondientes versiones instrumentales.

### ÁlbumDixanaduy 5.º aniversario de la banda (2007)
En enero de 2007 se anunció en la página oficial la salida del nuevo y tercer Álbum de estudio "Dixanadu" para el 28 de marzo. Esto marcará el quinto aniversario de Moi dix Mois. Según Mana, la palabra "DIXANADU" significa la Utopía de Moi dix Mois; formada por las palabras "Dix" y "Xanadu".
En abril de 2007, Mana aparece en la revista japonesa Fool’s Mate en una entrevista junto a Amy Lee, vocalista de la banda estadounidense Evanescence, dejando abierta una eventual oportunidad de que aparezcan alguna vez las dos bandas en un concierto.
Se anunció que para el 30 de enero de 2008 se lanzará el tercer DVD titulado "Dixanadu ~Fated "Raison d'être"~ Europe Tour 2007", filmado en el concierto de París pero con la participación de Moi dix Mois en 6 países, en 8 conciertos, 1 en Finlandia, 1 en Suecia, 2 en Alemania, 1 en Italia, 2 en España y 1 en Francia donde se grabó el DVD de la gira europea con el mismo nombre.
Actualmente Mana no ha dado a conocer mucho acerca de una nueva producción de la banda, más anunció el festejo de su cumpleaños con un concierto llevado a cabo en LIQUIDROOM el 22 de marzo.
Mana se encuentra produciendo a una nueva artista llamada Kanon Wakeshima quien es una cello/vocalista que debutó el 28 de mayo con su 1º sencillo Still Doll, canción compuesta por Mana.
Seth se encuentra realizando un proyecto en solitario con la banda Art Cube aunque realmente no es un nuevo proyecto, más bien es la continuación de Brain Hacker.

### ÁlbumD+Sect(2010)
Se ha anunciado en el Dis Inferno Vol.VI ~LAST YEAR PARTY~ tres nuevos temas de la banda: Dies Irae y Agnus Dei.
Mana anunció en una entrevista que estaban preparando un nuevo álbum pero que de momento no podía dar más información.
Para el 24 y 25 de octubre realizan su presentación en el V-Rock Festival '09, evento que congrega a las más destacadas bandas del Visual Rock y que tenía como invitado especial a Marilyn Manson y a algunas otras bandas extranjeras. En este evento Moi dix Mois hace una pequeña muestra de lo que sería su próximo lanzamiento con dos canciones nuevas, Dead Scape y The Sect.
En julio del 2009 (17 y 19), Közi y Moi dix Mois estuvieron juntos en dos conciertos denominados "Deep Sanctuary", tocando en Osaka y Tokio respectivamente.
Mana escribió en su web que tres de los cuatro miembros de Malice Mizer (Mana, Közi y Yu~ki), se reunirían para un concierto en Akasaka Blitz a mediados de julio, al igual que el concierto con Közi lo denominaron "Deep Sanctuary II".
El álbum D+Sect en la lista Oricon Style Albums Weekly Chart alcanzó el puesto N° 158, Por lo tanto es el álbum de la banda con menor venta, comparado con Dix Infernal que alcanzó el puesto N° 77, el álbum más vendido de la banda.

### Décimo aniversario de la banda y álbumReprise(2011 - 2012)
Mana anunció el lanzamiento de un nuevo álbum por el décimo aniversario de la banda, llamado "Reprise". Se trata de un álbum que recopila canciones de los álbumes Dix Infernal y Nocturnal Opera (elegidas por los fans de todo el mundo que votaron en el blog de Mana), remasterizadas e interpretadas por los actuales miembros de la banda.
Durante gran parte del año 2011 y comienzos del 2012, Moi Dix Mois ha realizado varios conciertos conmemorativos a causa del décimo aniversario de la banda, evento que denominaron "Le Dixième Anniversaire".
Mana, el 22 de diciembre de 2011, confirmó como artista invitado a ALI PROJECT, para el Fragments of Philosophy "~Chapter 3 Unusual Destiny Regime~", concierto que se celebrara como parte de los conciertos del Décimo Aniversario el 26 de febrero en LIQUIDROOM.
Asimismo, Mana confirmó que, a comienzos de abril del 2012, Moi dix Mois hará un concierto en la ciudad de Seattle, Estados Unidos.
El 24 de junio Moi dix Mois asistió al concierto "Rose's Symposium" que conmemora el 5.º aniversario de la banda Versailles ~Philharmonic Quintet~ un concierto al cual asistirán además de Moi dix Mois otras bandas dentro del círculo de Versailles, bandas como Matenrou Opera, LIN ~The End Of Corruption World~, D, Kaya y DaizyStripper.
El 25 de julio de 2012 se confirmó la gira TETSUGAKU NO KAKERA CHAPTER SIX – LATIN AMERICA TOUR 2012 en la que Moi dix Mois visitaría 4 países latinoamericanos, lamentablemente, por problemas de organización con la productora latinoamericana se cancelaron las fechas que hubiesen sido el 21 de septiembre en Chile, el 23 en Brasil, el 26 en Argentina y finalmente el 29 en México. Estas fechas se iban a reagendar para diciembre, pero finalmente la gira fue cancelada.
El 20 de marzo de 2013, durante el espectáculo final de Moi dix Moi's "Le Dixieme Anniversaire Live 2012-2013" en Shinjuku Blaze, antiguos miembros de Moi Dix Mois aparecieron públicamente, siendo éstos Juka (Shaura), Kazuno y Tohru.

### Fallecimiento de K
El 19 de mayo de 2014, Mana y Seth anunciaron en su blog y en sus respectivas cuentas de Twitter, que K (Kentaro Kasano) (2° guitarrista de la banda y "Death voice") había fallecido en su casa sin darse a conocer la causa. El funeral fue privado solo para amigos y familiares.
El 2 de agosto de 2014 se anunció un concierto en homenaje a K llamado Large dark liturgy ~ Scarlet Sabbath ~.

### Periodo de "hiatus" y entrada de Ryux (Mayo de 2014 - Diciembre de 2014)
Tras el fallecimiento del guitarrista K, Moi Dix Mois decidió cancelar todos sus conciertos agendados, declarándose en "hiatus", es decir, en una pausa indefinida de sus actividades musicales. Finalmente, la banda ofreció el concierto "K Memorial Concert - Dark Ceremony Festival ~Scarlet Sabbath~", en homenaje a su guitarrista y amigo. 
Inicialmente estaba agendado para el 2 de agosto de 2014, pero finalmente tuvo que ser pospuesto por una cirugía de emergencia a la que Seth tuvo que someterse. El homenaje fue finalmente celebrado el 15 de septiembre de 2014.
El día 3 de diciembre del mismo año, Mana presentó a Ryux como miembro oficial de Moi Dix Mois, quien es, hasta la fecha, el segundo guitarrista de la banda. La elección no fue aleatoria: Mana le escogió debido a que era un amigo cercano de K y el propio Ryux decidió que él continuaría el legado de su amigo.

## Influencias musicales y estéticas
Moi dix Mois comenzó en su estilo musical con el metal neoclásico, ya que los primeros álbumes y sencillos tienen sonidos clásicos y barrocos mezclados con las guitarras pesadas de Mana y K, el mejor ejemplo es el álbum Nocturnal Opera que también contenía acercamientos al rock gótico y al metal sinfónico, el primer sencillo de Moi dix Mois fue muy comparado con los últimos trabajos de Malice Mizer, por los instrumentos utilizados, como el clavicordio, el órgano y el violín, este sonido neoclásico perduró mayoritariamente cuando estaba Juka de vocalista en la banda, con la llegada de Seth y los demás miembros el sonido de Moi dix Mois, evolucionó más hacia el metal gótico, vale mencionar que hasta similitudes al black metal podemos encontrar en las guitarras, los ejemplos de algunas canciones serían: «The Seventh Veil», «Detresse» o «Ange» pero realmente Mana no compone este género y tampoco ha perdido ese sonido clásico y barroco.
La vestimenta y la estética de Moi dix Mois, es totalmente gótica, usando mayoritariamente la línea Elegant Gothic Aristocrat de Moi-même-Moitié (la tienda de Mana), Moi dix Mois al igual que Malice Mizer es una banda muy influyente en el estilo gothic lolita y en la subcultura gótica mundial gracias al estilo que impone Mana en sus proyectos, Moi dix Mois se ha dado mucho más a conocer en el mundo por sus tours en Europa y por haber participado en el Wave-Gotik-Treffen el año 2006 que es un festival donde asisten mayoritariamente fanes de estilo gótico y de variados subgéneros de este, desde entonces Moi dix Mois tiene gran influencia en la subcultura gótica mundial.
También Moi dix Mois tiene gran fama y muchos fanes dentro del estilo visual kei, obviamente por Mana ya que Malice Mizer era una banda de aquel estilo, el visual kei en Moi dix Mois también es muy notorio, ya sea por el maquillaje y por Mana que es el único de la banda que viste con la línea Elegant Gothic Lolita (Línea Mayoritariamente femenina), es decir Mana a lo largo de su carrera continua con su apariencia andrógina.
Mana en los inicios de Moi dix Mois declaró que la banda no pertenece a ningún estilo musical ni estético, y que tampoco es considerada una banda ya que como él era el único miembro permanente consideraba a la banda como "su" música, pero con la llegada de K a la banda, se convirtió definitivamente en una banda, ya que K, al igual que Mana es miembro permanente. Aún que Mana declare que la banda no pertenece a ningún estilo musical ni estético, obviamente si los tiene, y son los anteriormente nombrados.

## Miembros

### Actuales
- Mana - Guitarrista - Líder
- Ryux - Guitarrista
- Seth - Vocalista
- Sugiya - Bajista
- Hayato - Baterista

### Antiguos
- Juka - Vocalista (2002 - 2005)
- Kazuno - Bajista (2002 - 2005)
- Tohru - Baterista (2002 - 2005)
- K - Guitarra y voz (2004 - 2014) (Fallecido)

### Proyectos posteriores de los exmiembros
- Juka: Después de abandonar Moi dix Mois en abril del 2005 se mantuvo inactivo hasta noviembre del 2006 cuando se integró como vocalista a Hizaki Grace Project, mientras estaba en aquella banda también fue parte del corto proyecto musical Node Of Scherzo junto a los actuales miembros de Versailles (en esa época con Jasmine You) y con Kaya, después de abandonar Hizaki Grace Project en noviembre del 2007, continuo con su carrera de solista que había lanzado en marzo del 2007 antes de dejar Hizaki Grace Project, la cual dejó inactiva por problemas de salud, cuando se recuperó Juka deseaba crear la banda "Seventh Sense" Junto a Kazuno, lamentablemente no llegó a concretarse, Por lo tanto creó la banda XOVER (mayo de 2009 - junio de 2010), en noviembre del 2009 antes de abandonar XOVER Juka anuncio el renacimiento de Seventh Sense esta vez sin Kazuno, el último proyecto de Juka fue la banda VII-Sense ("Seventh Sense").

- Kazuno: Después de abandonar Moi dix Mois se mantuvo inactivo hasta el 27 de febrero de 2007 donde participó en el concierto "Heath one-man GIG Desert Rain", para el álbum "Desert Rain" de Heath (bajista de X Japan) como bajista de soporte, y desde marzo del 2007 fue bajista de soporte del proyecto solista de Juka, cuando Juka dio fin a su carrera de solista tenía planeado crear el proyecto "Seventh Sense" junto a Kazuno, lamentablemente no fue posible, actualmente no hay información sobre los proyectos de Kazuno.

- Tohru: La información sobre él es muy escasa, solo se sabe que al igual que Kazuno, participó en el concierto de Heath el 27 de febrero de 2007 como baterista de soporte, actualmente no hay información sobre sus proyectos.

### Proyectos alternos de los actuales miembros
- Seth: Seth antes de llegar a Moi dix Mois el 2006, estaba en su banda "Brain Hacker" que se formó el año 2002 y que se "disolvió" o más bien dicho se cambió de nombre el año 2007, pasando a llamarse "Art Cube", en la actualidad Seth continua en Art Cube y Moi dix Mois al mismo tiempo. K también fue guitarrista de soporte de Art Cube pero hace poco tiempo dejó la banda, para centrarse solo en Moi dix Mois.[12]

- Sugiya: Sugiya fue bajista de soporte del proyecto solista de Közi, hasta comienzos del 2012, ya que Közi formó una nueva banda llamada ZIZ y Sugiya es un miembro oficial del proyecto, acaban de sacar su primer álbum titulado "Gift".[13]
- Ryux: Ryux compagina su pertenencia a Moi Dix Moix con su participación en la banda FOOD, en la cual es guitarrista. Además, él también ha emprendido una carrera solista bajo el nombre de Ryusuke Kawamoto. Fue el cantante y guitarrista de SUPERBLOOD[14] hasta su salida de la banda el 16 de abril de 2025.

## Discografía

### Álbumes y miniálbumes (EP)
| Año  | Título          | Tipo                | Posiciones                            |
| ---- | --------------- | ------------------- | ------------------------------------- |
| 2003 | Dix Infernal    | Álbum de estudio    | Oricon Style Albums Weekly Chart: 77  |
| 2004 | Nocturnal Opera | Álbum de estudio    | Oricon Style Albums Weekly Chart: 116 |
| 2006 | Beyond the Gate | EP                  | Oricon Style Albums Weekly Chart: 84  |
| 2007 | Dixanadu        | Álbum de estudio    | Oricon Style Albums Weekly Chart: 158 |
| 2010 | D+Sect          | Álbum de estudio    | Oricon Style Albums Weekly Chart: 113 |
| 2012 | Reprise         | Álbum recopilatorio | Oricon Style Albums Weekly Chart: 102 |

### Maxi Singles
| Año  | Título               | Tipo     | Posiciones                             |
| ---- | -------------------- | -------- | -------------------------------------- |
| 2002 | «Dialogue Symphonie» | Sencillo | Oricon Style Singles Weekly Chart: 97  |
| 2004 | «Shadows Temple»     | Sencillo | Oricon Style Singles Weekly Chart: 103 |
| 2004 | «Pageant»            | Sencillo | Oricon Style Singles Weekly Chart: 40  |
| 2006 | «Lamentful Miss»     | Sencillo | Oricon Style Singles Weekly Chart: 73  |

### Giras
| Año  | Gira                                                      | Continente           | Álbum              |
| ---- | --------------------------------------------------------- | -------------------- | ------------------ |
| 2002 | Forbidden Tour 2002 - 2003                                | Asia (Japón)         | Dialogue Symphonie |
| 2003 | Dix Infernal ~Scars of Sabbath~                           | Asia (Japón)         | Dix Infernal       |
| 2005 | Europe Tour 2005 -Invite to Immorality-                   | Europa, Asia (Japón) | Nocturnal Opera    |
| 2006 | Europe Tour 2006 -Beyond The Gate-                        | Europa, Asia (Japón) | Beyond the Gate    |
| 2007 | Dixanadu ~Fated "Raison d'être"~ Europe Tour 2007         | Europa               | Dixanadu           |
| 2012 | Tetsugaku No Kakera Chapter Six – Latin América Tour 2012 | Latinoamérica        | Reprise            |